# Carin da Silva
Carin Elisa da Silva, född 16 november 1984 i Lindome församling, Göteborgs och Bohus län, är en svensk sångerska, dansare, programpresentatör och programledare i TV. Hon är syster till dansaren Daniel da Silva.

## Biografi
Carin da Silva är trefaldig svensk juniormästare i latinamerikansk dans, standarddans och tiodans. Hon har representerat Sverige i både EM och VM och tillhört Svenska landslaget. Hon har studerat på Kongahällagymnasiet i Kungälv och Balettakademien i Göteborg. 
Mellan 2005 och 2006 var da Silva medlem i gruppen Cosmo4 och spelade in singlarna Peek-A-Boo och Adios Amigos.
Hon har deltagit i TV4:s program Let's Dance tre år i rad. Våren 2006 tävlade hon tillsammans med Viktor Åkerblom Nilsson, och slutade på tredje plats av tio. 2007 tävlade hon med Patrick Ekwall och slutade på nionde plats av tolv. År 2008 deltog hon i Let's Dance för tredje året i rad och tävlade då med Mats ”Matte” Carlsson. De röstades ut i program 9, och hamnade på femte plats av tolv. 
Sedan juli 2008 var hon programpresentatör (hallåa) i TV4, efter att en tid varit presentatör (hallåa) i kanalen TV4+. Hon valdes till Sveriges sexigaste kvinna av tidningen QX i februari 2008. Hösten 2009 blev hon en av tre programledare för Förkväll på TV4. 
Med start i september 2011 var hon bisittare i Adam Alsings TV-program #AdamLive tillsammans med Daniel Breitholtz. Programmet sändes i TV3, men lades ned efter att säsong två hade avslutats. De tre fortsatte sedan samarbetet i podcasten Adam & Kompani, vilken da Silva dock sedermera lämnade.
Hon har varit programledare på Vakna med NRJ.
Carin da Silva gjorde från januari 2019 Mammasanningar-Podden tillsammans med Vivi Wallin.

## Musikal och teater
- 2005 Häxjakten – Teater Thalia
- 2005 Journey – Teater Thalia
- 2006 Fifteen Minutes of Fame – Scen Österlen

## TV och film
- 2004 Orka! Orka!
- 2005 Sandor slash Ida
- 2006 Let's Dance
- 2007 Let's Dance
- 2008 Let's Dance
- 2009 Förkväll
- 2011 #AdamLive
- 2013 Kändishoppet
- 2020 Bäst i test
- 2023 Husköp i blindo
- 2023 Sveriges mästerkock VIP

## Diskografi

### Singlar
- 6 juni 2006 – Peek-A-Boo (medlem i Cosmo4)
- 30 augusti 2006 – Adios Amigos (medlem i Cosmo4)